# Domizia Paolina
Domizia Paolina maggiore (latino: Domitia Paulina major; ... – 85 o 86) è stata la madre dell'imperatore romano Publio Elio Traiano Adriano.

## Biografia
Paolina apparteneva ad una famiglia senatoriale stanziata in Spagna; Paolina nacque a Gades (l'odierna Cadice), una delle più ricche città romane della Spagna.
Sposò un suo conterraneo, il pretore Publio Elio Adriano Afro, cugino dell'imperatore Traiano. Paolina e Afro ebbero due figli, Elia Domizia Paolina (70/74-130), detta Domizia Paolina minore, e Publio Elio Adriano, (76-138), che sarebbe poi divenuto il celebre imperatore. Il marito di Domizia morì quando Adriano aveva solo dieci anni, così la donna passò successivamente a nuove nozze con Calvisio Tullo, ricchissimo esponente della classe degli equites (i cavalieri).
Da questo secondo matrimonio nacque una bambina, chiamata Domizia Lucilla, la quale, per via delle straordinarie eredità acquisite sia dalla madre che dal padre, sarebbe diventata presto una delle ragazze più ricche di Roma. La ragazza andò poi sposa a Marco Annio Vero, pretore molto ricco, con cui farà Marco Aurelio, futuro imperatore di Roma anch'egli.
Quando rimase vedova, Domizia Paolina perse la potestà sui due figli avuti da Adriano Afro i quali, per intercessione di Plotina, passarono sotto la tutela del marito di lei Traiano, il quale al tempo era ancora soltanto un semplice magistrato romano.
Paolina morì anziana nell'anno 85/86, un anno prima di suo marito. Sul suo sarcofago, risalente al II d.C. e situato in Emilia-Romagna, è incisa la scritta: "Per Domizia Paolina, figlia di Gaio, che ha vissuto quattro anni, fecero i genitori Gaio Domizio Modesto e Giulia Seconda."